# Ludovico Bidoglio
Ludovico Bidoglio (Buenos Aires, 5 febbraio 1900 – Buenos Aires, 25 dicembre 1970) è stato un calciatore argentino, di ruolo difensore.

## Carriera

### Club
Durante la sua carriera ha giocato principalmente con il Boca Juniors, dal 1922 al 1931.

### Nazionale
Ha preso parte a vari tornei con la Nazionale argentina.

## Palmarès

### Club

#### Competizioni nazionali
- Campionato argentino: 5

Boca Juniors: 1923, 1924, 1926, 1930, 1931

### Nazionale
- Campeonato Sudamericano de Football: 2

Argentina 1925, Perù 1927
- Argento olimpico: 1

Amsterdam 1928